# Antoine Fabre d'Olivet
Antoine Fabre d'Olivet (Ganges, Hérault, 8 de dezembro de 1767 - Paris, 25 de março de 1825), foi um escritor, filólogo e ocultista francês.